# Robert Schumann
|  | Aquest article tracta sobre el compositor alemany. Si cerqueu el primer ministre de França, vegeu «Robert Schuman». |

Robert Alexander Schumann (8 de juny de 1810 – 29 de juliol de 1856) va ser un compositor, pianista i crític musical alemany de l'⁣època romàntica inicial. Va compondre en tots els principals gèneres musicals de l'època, escrivint per a piano sol, veu i piano, grups de cambra, orquestra, cor i òpera. Les seves obres van exemplificar l'esperit de l'era romàntica en la música alemanya.
Schumann va néixer a Zwickau, Saxònia, en el si d'una família benestant de classe mitjana sense connexions musicals, i inicialment no estava segur de si havia de seguir una carrera com a advocat o guanyar-se la vida com a pianista-compositor. Va estudiar dret a les universitats de Leipzig i Heidelberg però els seus principals interessos eren la música i la literatura romàntica. Des de 1829 va ser alumne del professor de piano Friedrich Wieck, però les seves esperances d'una carrera com a pianista virtuós es van veure frustrades per un problema que empitjorava amb la seva mà dreta, i es va concentrar en la composició. Els seus primers treballs van ser principalment peces per a piano, inclosa el Carnaval, Fantasiestücke (Peces de fantasia), Kreisleriana i Kinderszenen (Escenes de la infància) (1834–1838). Va ser cofundador de la Neue Zeitschrift für Musik (Nou Journal Musical) el 1834 i el va editar durant deu anys. En els seus escrits per al diari i en la seva música, distingia entre dos aspectes contrastants de la seva personalitat, anomenant aquests alter egos "Florestan" per al seu jo impetuós i "Eusebius" per al seu costat poètic i suau.
Malgrat l'oposició ferotge de Wieck, que no considerava el seu alumne un marit adequat per a la seva filla, Schumann es va casar amb Clara, la filla de Wieck, el 1840. En els anys immediatament posteriors al seu casament, Schumann va compondre de manera prolífica, escrivint primer cançons i cicles de cançons, incloent-hi Frauen-Liebe und Leben ("L'amor i la vida de la dona") i Dichterliebe ("L'amor del poeta"). Va dirigir la seva atenció a la música orquestral el 1841, completant la primera de les seves quatre simfonies. L'any següent es va concentrar en la música de cambra, escrivint tres quartets de corda, un Quintet per a piano i un Quartet per a piano. Durant la resta de la dècada de 1840, entre atacs de salut mental i física, va compondre una varietat de peces per a piano i altres i va fer amb la seva dona gires de concerts per Europa. La seva única òpera, Genoveva (1850), no va ser un èxit i des de llavors s'ha posat en escena poques vegades.
Schumann i la seva família es van traslladar a Düsseldorf l'any 1850, amb l'esperança que el seu nomenament com a director de música de la ciutat li proporcionés seguretat financera, però la seva timidesa i inestabilitat mental li van dificultar treballar amb la seva orquestra i va haver de dimitir després de tres anys. El 1853 els Schumann van conèixer el jove Johannes Brahms, de vint anys, a qui Schumann va elogiar en un article a la Neue Zeitschrift für Musik. L'any següent la sempre precària salut mental de Schumann es va deteriorar greument. Es va llançar al riu Rin però va ser rescatat i portat a un sanatori privat prop de Bonn, on va viure més de dos anys, morint-hi als 46 anys.
Durant la seva vida, Schumann va ser reconegut per la seva música per a piano, sovint subtilment programàtica, i les seves cançons. Les seves altres obres van ser menys generalment admirades, i durant molts anys hi va haver la creença generalitzada que les seves últimes obres mancaven de la inspiració de la seva música primerenca. Més recentment, aquesta visió ha estat menys prevalent, però encara avui la seva reputació es basa principalment en les seves obres per a piano i les seves cançons de les dècades de 1830 i 1840. Va tenir una influència considerable al segle XIX i més enllà. En el món de parla alemanya, els compositors Gustav Mahler, Richard Strauss, Arnold Schoenberg i, més recentment, Wolfgang Rihm s'han inspirat en la seva música, així com compositors francesos com Georges Bizet, Gabriel Fauré, Claude Debussy i Maurice Ravel. Schumann va tenir una gran influència en l'escola russa de compositors, incloent-hi Anton Rubinstein i Piotr Ilitx Txaikovski.

## Biografia i carrera

### Infància

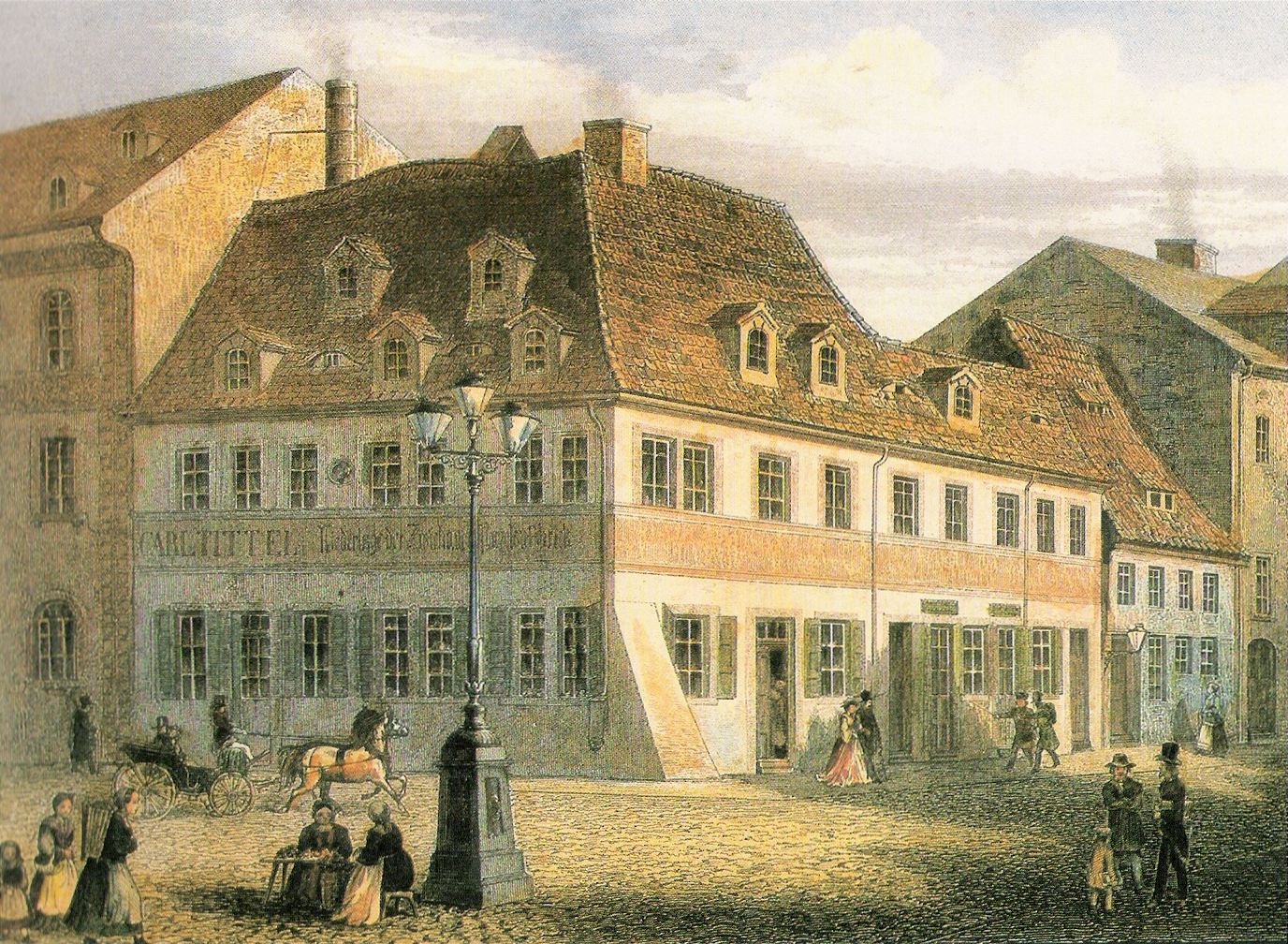
El lloc de naixement de Schumann, ara la casa de Robert Schumann, segons una litografia acolorida anònima

Robert Schumann va néixer a Zwickau, al Regne de Saxònia (avui estat alemany de Saxònia), en el si d'una família de classe mitjana acomodada. El 13 de juny de 1810 el diari local, el Zwickauer Wochenblatt, va publicar l'anunci: "El 8 de juny a Herr August Schumann, notable ciutadà i llibreter d'aquí, un fill petit". Va ser el cinquè i últim fill d'August Schumann i de la seva dona, Johanna Christiane (de soltera Schnabel). August, no només era llibreter sinó també lexicògraf, autor i editor de romanços cavallerescos, va fer grans quantitats de traduccions alemanyes d'escriptors com Cervantes, Walter Scott i Lord Byron. Robert, el seu fill preferit, va poder passar moltes hores explorant els clàssics de la literatura de la col·lecció del seu pare. De manera intermitent, entre els tres i els cinc anys i mig, el van col·locar amb pares d'acollida, ja que la seva mare havia contret el tifus.
A l'edat de sis anys, Schumann va anar a una escola preparatòria privada, on va romandre durant quatre anys. Quan tenia set anys va començar a estudiar música general i piano amb l'organista local Johann Gottfried Kuntsch, i durant un temps també va tenir classes de violoncel i flauta amb un dels músics municipals, Carl Gottlieb Meissner. Al llarg de la seva infància i joventut, el seu amor per la música i la literatura va anar en tàndem, amb poemes i obres dramàtiques produïdes juntament amb composicions a petita escala, principalment peces per a piano i cançons. No va ser un nen prodigi musical com Mozart o Mendelssohn, però el seu talent com a pianista va ser evident des de ben petit: el 1850 l'Allgemeine musikalische Zeitung va imprimir un esbós biogràfic de Schumann que incloïa un relat de fonts contemporànies que fins i tot quan era nen posseïa un talent especial per retratar sentiments i trets característics a la melodia:
A partir de 1820 Schumann va assistir al Zwickau Lyceum, l'escola secundària local d'uns dos-cents alumnes, on va romandre fins als divuit anys, estudiant un currículum tradicional. A més dels estudis, va llegir molt: entre els seus primers entusiasmes es trobaven Schiller i Jean Paul. Segons l'historiador musical George Hall, Paul va seguir sent l'autor favorit de Schumann i va exercir una poderosa influència en la creativitat del compositor amb la seva sensibilitat i vena de fantasia. Musicalment, Schumann va conèixer les obres de Haydn, Mozart, Beethoven i dels compositors vius Carl Maria von Weber, amb qui August Schumann va intentar, sense èxit, que Robert estudiés. August no era especialment musical, però va fomentar l'interès del seu fill per la música, comprant-li un piano de cua Streicher i organitzant viatges a Leipzig per a una interpretació de Die Zauberflöte (La flauta màgica) i a Carlsbad per escoltar el cèlebre pianista Ignaz Moscheles.

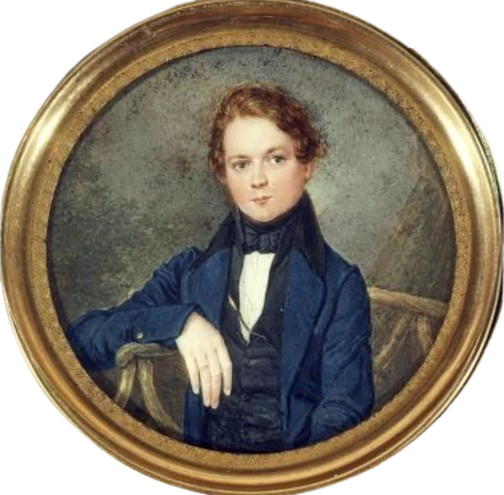
Schumann c. 1826

### Universitat
August Schumann va morir el 1826; la seva vídua estava menys entusiasmada amb la carrera musical del seu fill i el va persuadir perquè estudiés dret com a professió. Després dels seus exàmens finals al Liceu el març de 1828 va ingressar a la Universitat de Leipzig. Les versions difereixen sobre la seva diligència com a estudiant de dret. Segons el seu company d'habitació Emil Flechsig, mai va posar els peus en una sala de conferències, però ell mateix va dir: "Sóc treballador i habitual, i gaudeixo de la meva jurisprudència... i només ara començo a apreciar el seu veritable valor". No obstant això, llegir i tocar el piano va ocupar una bona part del seu temps, i va desenvolupar uns gustos cars pel xampany i els cigars. Musicalment, va descobrir les obres de Franz Schubert, la mort del qual el novembre de 1828 el va fer plorar tota la nit. El principal professor de piano a Leipzig va ser Friedrich Wieck, que va reconèixer el talent de Schumann i el va acceptar com a alumne.
Després d'un any a Leipzig, Schumann va convèncer la seva mare que s'havia de traslladar a la Universitat de Heidelberg que, a diferència de Leipzig, oferia cursos de dret romà, eclesiàstic i internacional (a més de reunir a Schumann amb el seu amic íntim Eduard Röller que hi era estudiant). Després de matricular-se a la universitat el 30 de juliol de 1829 va viatjar per Suïssa i Itàlia des de finals d'agost fins a finals d'octubre. Es va entusiasmar molt amb les òperes de Rossini i el bel canto de la soprano Giuditta Pasta; va escriure a Wieck, "un no pot tenir noció de la música italiana sense escoltar-la sota el cel italià". Una altra influència en ell va ser escoltar el virtuós del violí Niccolò Paganini tocar a Frankfurt l'abril de 1830. En paraules d'un biògraf, "La disciplina informal a la Universitat de Heidelberg va ajudar el món a perdre un mal advocat i a guanyar un gran músic". Finalment decidint-se per la música en lloc del dret com a carrera, va escriure a la seva mare el 30 de juliol de 1830 explicant-li com veia el seu futur: "La meva vida sencera ha estat una lluita de vint anys entre la poesia i la prosa, o diguem-ne la música i el dret". La va convèncer perquè demanés a Wieck una avaluació objectiva del seu potencial musical. El veredicte de Wieck va ser que amb el treball dur necessari Schumann podria convertir-se en un pianista destacat en tres anys. Es va acordar un període de prova de sis mesos.

### Dècada de 1830
Més tard, el 1830, Schumann va publicar el seu op. 1, un conjunt de variacions de piano sobre un tema basat en el nom de la seva suposada dedicatòria, la comtessa Pauline von Abegg (que gairebé segurament era producte de la imaginació de Schumann). Les notes ABEGG, interpretades en tempo de vals, conformen el tema en què es basen les variacions. L'ús d'un criptograma musical es va convertir en una característica recurrent de la música posterior de Schumann. El 1831 va començar lliçons d'harmonia i contrapunt amb Heinrich Dorn, director musical del teatre de la cort saxona, i el 1832 va publicar el seu op. 2, Papillons (Papallones) per a piano, una peça programàtica que representa uns germans bessons, un somiador poètic i l'altre realista mundà, tots dos enamorats de la mateixa dona en un ball de màscares. Schumann ja considerava que tenia dues facetes distintes en la seva personalitat i art: va anomenar el seu jo introspectiu i pensatiu "Eusebius" i l'alter ego impetuós i dinàmic "Florestan". Revisant un primer treball de Chopin el 1831, va escriure:

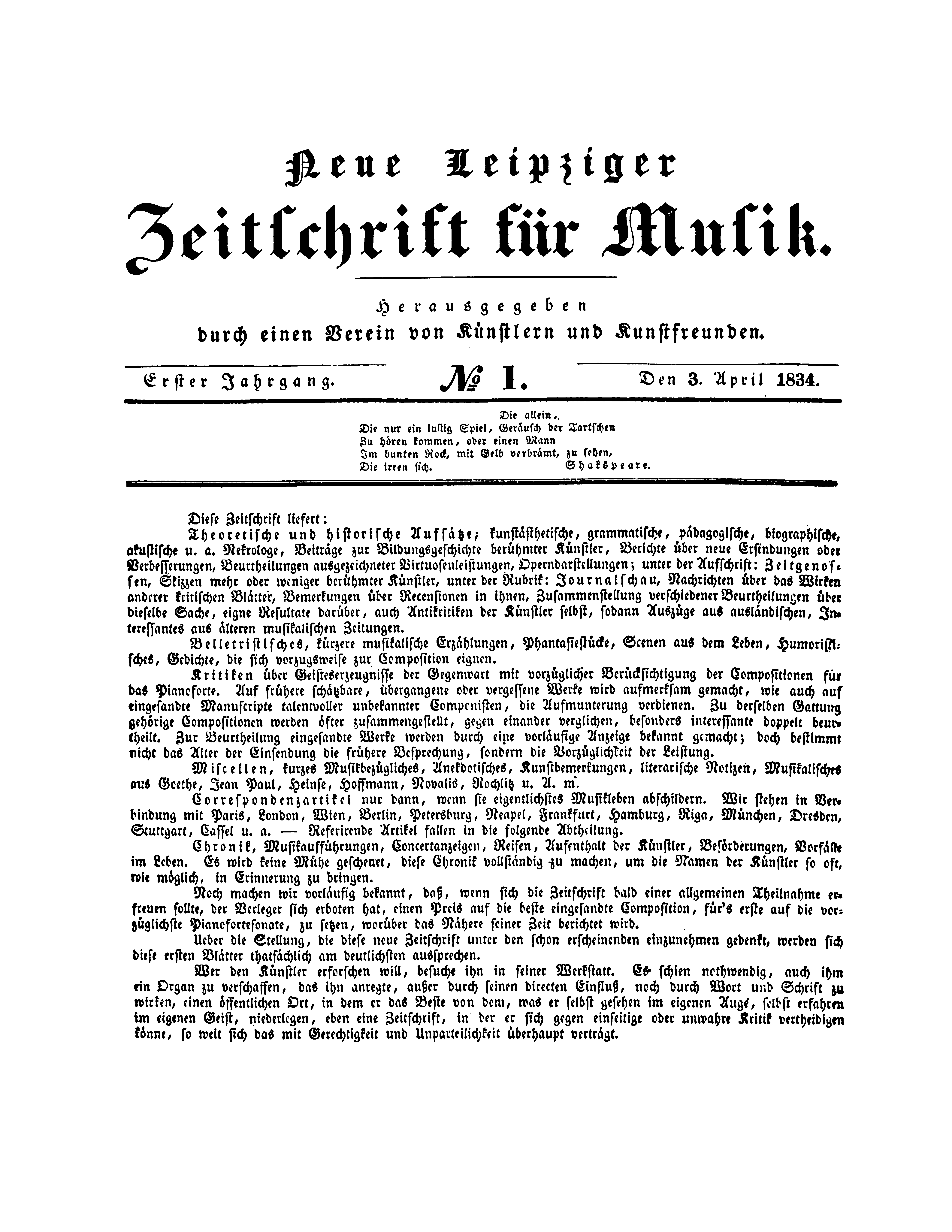
Neue Zeitschrift fur Musik del 1834

Les ambicions pianístiques de Schumann van acabar per una paràlisi creixent en almenys un dit de la seva mà dreta. Els primers símptomes van aparèixer mentre encara era estudiant a Heidelberg, i la causa és incerta. Va provar tots els tractaments que llavors estaven de moda, incloent-hi l'al·lopatia, l'homeopatia i l'electroteràpia, però sense èxit. La condició tenia l'avantatge d'eximir-lo del servei militar obligatori –no podia disparar amb un rifle–, però el 1832 va reconèixer que una carrera com a pianista virtuós era impossible i es va centrar principalment en la composició. Va completar més sèries de petites peces per a piano i el primer moviment d'una simfonia (segons Wieck estava orquestrada massa poc i mai es va completar). Una activitat addicional va ser el periodisme. Des del març de 1834, juntament amb Wieck i altres, va formar part del consell editorial d'una nova revista de música, Neue Leipziger Zeitschrift für Musik (Revista musical New Leipzig), que es va reconstituir sota la seva única direcció el gener de 1835 com a Neue Zeitschrift für Musik. Hall escriu que va prendre "una línia reflexiva i progressista sobre la nova música del moment". Entre els col·laboradors hi havia amics i col·legues de Schumann, que escrivien amb pseudònims: els va incloure al seu Davidsbündler (Lliga de David) –una banda de lluitadors per la veritat musical, que porta el nom de l'heroi bíblic que va lluitar contra els filisteus–, producte de la imaginació del compositor en què, desdibuixant els límits de la imaginació i la realitat, va incloure els seus amics musicals.
Durant els mesos successius de 1835, Schumann va conèixer tres músics als quals considerava amb especial respecte: Felix Mendelssohn, Chopin i Moscheles. D'aquests, va ser més influït en les seves composicions per Mendelssohn, encara que el classicisme contingut d'aquest últim es reflecteix en les obres posteriors de Schumann més que en les de la dècada de 1830. A principis de 1835 va completar dues composicions substancials: Carnaval, op. 9 i els <i>Estudis Simfònics</i>, op.13. Aquestes obres van sorgir de la seva relació romàntica amb Ernestine von Fricken, una companya alumne de Wieck. Els temes musicals de Carnaval deriven del nom de la seva ciutat natal, Asch. Els Estudis Simfònics es basen en una melodia que es diu que era del pare d'Ernestine, el baró von Fricken, un flautista amateur. Schumann i Ernestine es van comprometre en secret, però segons l'opinió de l'estudiós musical Joan Chissell, durant l'any 1835 Schumann va descobrir gradualment que la personalitat d'Ernestine no era tan interessant per a ell com va pensar en un primer moment, i això, juntament amb el seu descobriment que era una il·legítima filla adoptiva de Fricken, va portar l'afer a un final gradual. Segons el biògraf Alan Walker, Ernestine no hauria estat franca amb Schumann sobre els seus antecedents i es va ferir quan va saber la veritat.

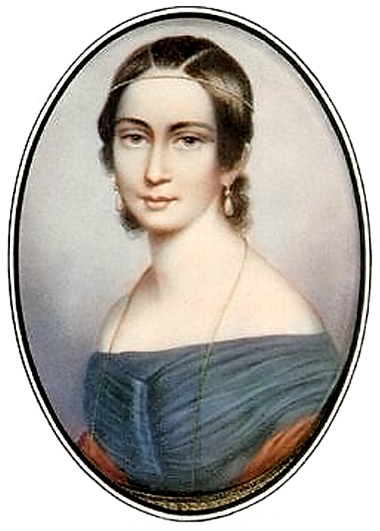
Clara Wieck el 1838

Schumann va sentir una atracció creixent per la filla de Wieck, la Clara, de setze anys. Va ser l'alumne estrella del seu pare, un virtuós del piano madur emocionalment més enllà dels seus anys, amb una reputació en desenvolupament. Segons Chissell, el seu debut en concert a la Gewandhaus de Leipzig el 9 de novembre de 1835, amb Mendelssohn a la direcció, "va posar el segell a tots els seus èxits anteriors, i ara no hi havia cap dubte que un gran futur li esperava com a pianista". Schumann havia vist la seva carrera amb aprovació des dels nou anys, però només ara es va enamorar d'ella. Els seus sentiments van ser correspostos: es van declarar el seu amor el gener de 1836. Schumann esperava que Wieck acolliria amb entusiasme la proposta de matrimoni, però es va equivocar: Wieck va negar el seu consentiment, temorós que Schumann no pogués mantenir la seva filla, que ella hauria d'abandonar la seva carrera i que legalment estaria obligada a renunciar a la seva herència en favor del seu marit. Va caldre una sèrie de controvertides accions legals durant els següents quatre anys perquè Schumann obtingués una resolució judicial que determinava que ell i Clara eren lliures de casar-se sense el consentiment del seu pare.
Professionalment, els darrers anys de la dècada de 1830 van estar marcats per un intent infructuós de Schumann d'establir-se a Viena i una amistat creixent amb Mendelssohn, que aleshores estava establert a Leipzig, dirigint l'⁣Orquestra Gewandhaus. Durant aquest període Schumann va escriure moltes obres per a piano, incloent-hi Kreisleriana (1837) Kinderszenen (Escenes de la infància, 1838) i Faschingsschwank aus Wien (Broma de Carnaval de Viena, 1839). El 1838 Schumann va visitar el germà de Schubert, Ferdinand, i va descobrir diversos manuscrits, inclòs el de la Simfonia en do major. Ferdinand li va permetre endur-se una còpia i Schumann va organitzar l'estrena de l'obra, dirigida per Mendelssohn a Leipzig el 21 de març de 1839. A la Neue Zeitschrift für Musik, Schumann va escriure amb entusiasme sobre l'obra i va descriure la seva "himmlische Länge" - la seva "durada celestial" - una frase que s'ha convertit en moneda habitual en anàlisis posteriors de la simfonia.

### Dècada de 1840
Schumann i Clara finalment es van casar el 12 de setembre de 1840, el dia abans del seu vint-i-un aniversari. Hall escriu que el matrimoni va donar a Schumann "l'estabilitat emocional i domèstica sobre la qual es van fundar els seus èxits posteriors". Clara va fer alguns sacrificis en casar-se amb Schumann: com a pianista de fama internacional era la més coneguda de tots dos, però la seva carrera es va veure interrompuda contínuament per la maternitat dels seus set fills. Va inspirar a Schumann en la seva carrera compositiva, animant-lo a ampliar el seu ventall com a compositor més enllà de les obres de piano solista. Durant 1840, Schumann va centrar la seva atenció en la cançó, produint més de la meitat de la seva producció total de Lieder, com els cicles Myrthen ("Murtra", un regal de noces per a Clara), Frauenliebe und Leben ("L'amor i la vida de la dona"), Dichterliebe ("L'amor del poeta"), i altres composicions amb lletres de Joseph von Eichendorff, Heinrich Heine i altres.
El 1841 Schumann es va centrar en la música orquestral. El 31 de març, Mendelssohn va estrenar la Primera Simfonia, La primavera, en un concert a la Gewandhaus en què Clara va tocar el Segon Concert per a piano de Chopin i algunes de les obres de Schumann per a piano sol. Les següents obres orquestrals van ser l'⁣Obertura, Scherzo i Final, la Fantasia per a piano i orquestra (que més tard esdevingué el primer moviment del Concert per a piano) i una nova simfonia (publicada finalment com a Quarta, en re menor). Clara va donar a llum una filla al setembre, la primera dels set fills dels Schumann que van sobreviure.

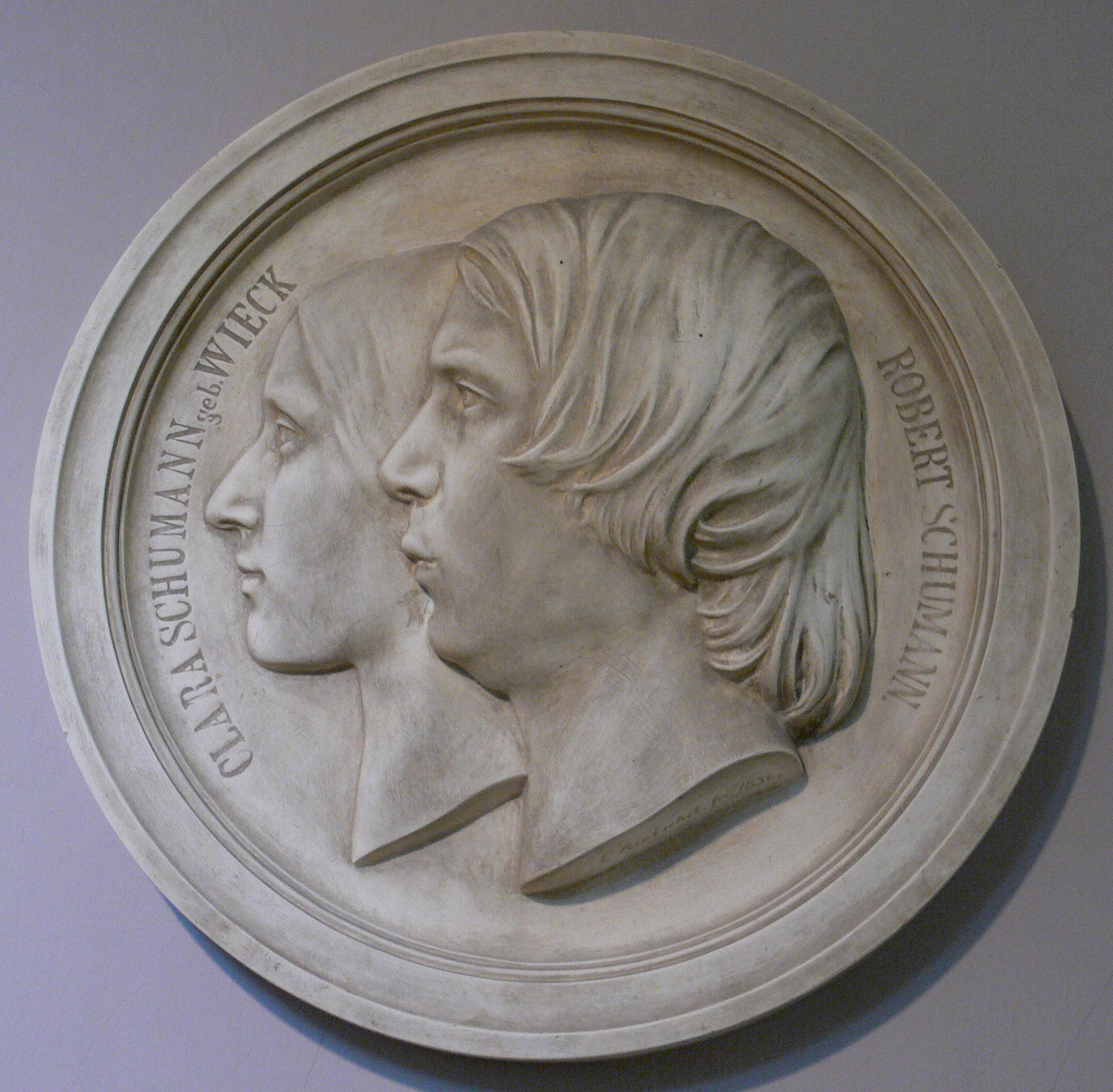
Medalló commemoratiu dels Schumann, 1846

L'any següent, Schumann va dirigir la seva atenció cap a la música de cambra. Va estudiar obres de Haydn i Mozart, tot i tenir una actitud ambivalent cap al primer, escrivint: "Avui és impossible aprendre alguna cosa nova d'ell. És com un amic conegut de la casa a qui tots saluden amb plaer i amb estima, però que ha deixat de despertar un interès particular". Va ser més fort en els seus elogis a Mozart: "Serenitat, repòs, gràcia, les característiques de les obres d'art antigues, són també les de l'escola de Mozart. Els grecs van donar a 'El Tronador' una expressió radiant, i radiosa és la manera com Mozart llança els seus esclats de llum." Després dels seus estudis, Schumann va produir tres quartets de corda, un Quintet per a piano (estrenat el 1843) i un Quartet per a piano (estrenat el 1844).
El 1843 va començar amb un retrocés en la carrera de Schumann: va tenir una crisi mental greu i debilitant. Aquest no va ser el primer atac d'aquest tipus, tot i que havia estat el pitjor fins aleshores. Hall escriu que havia estat objecte d'atacs similars a intervals durant un llarg període, i comenta que la malaltia podria haver estat congènita, afectant August Schumann i Emilie, la germana del compositor. Uns mesos després, Schumann, recuperat, va completar un oratori secular reeixit, Das Paradies und die Peri (El Paradís i el Peri), basat en un poema oriental de Thomas Moore. Es va estrenar a la Gewandhaus el 4 de desembre i es van repetir les actuacions a Dresden el 23 de desembre, a Berlín a principis de l'any següent i a Londres el juny de 1856, quan l'amic de Schumann, William Sterndale Bennett, va dirigir una actuació feta per la Societat Filharmònica davant la reina Victòria i el Príncep Consort. Tot i ser negligit després de la mort de Schumann, va romandre popular durant tota la seva vida i va portar el seu nom a l'atenció internacional. Durant 1843 Mendelssohn el va convidar a ensenyar piano i composició al nou Conservatori de Leipzig, i Wieck se li va acostar amb una oferta de reconciliació. Schumann va acceptar tots dos amb molt de gust, tot i que la relació reiniciada amb el seu sogre es va mantenir educada més que propera.

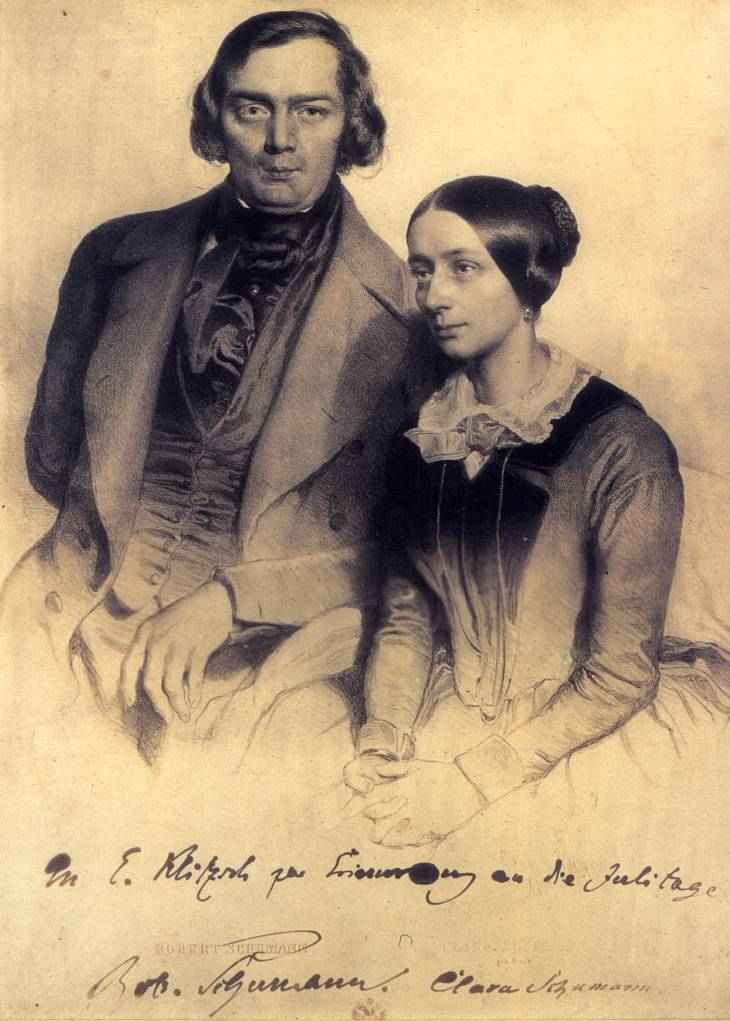
Robert i Clara Schumann el 1847, litografia amb dedicatòria personal

L'any 1844 Clara es va embarcar en una gira de concerts per Rússia; el seu marit es va unir a ella. Van conèixer les principals figures de l'escena musical russa, com ara Mikhail Glinka i Anton Rubinstein, i tots dos van quedar immensament impressionats per Sant Petersburg i Moscou. La gira va ser un èxit artístic i financer, però va ser ardua, i al final Schumann es trobava en un mal estat tant físic com mental. Després que la parella tornés a Leipzig a finals de maig, va vendre la Neue Zeitschrift, i al desembre la família es va traslladar a Dresden. Schumann havia estat deixat de banda per a la Schumann havia estat passat per alt per a la direcció de l'Orquestra del Gewandhaus de Leipzig per succeir a Mendelssohn, i va pensar que Dresden, amb un teatre d'òpera pròsper, podria ser el lloc on podria, com ara desitjava, esdevenir un compositor d'òpera. La seva salut es va mantenir dolenta. El seu metge de Dresden va informar de queixes "des d'insomni, debilitat general, alteracions auditives, tremolors i calfreds als peus, fins a tota una sèrie de fòbies".
Des de principis de 1845 la salut de Schumann va començar a millorar; ell i la Clara van estudiar contrapunt junts i tots dos van produir obres de contrapunt per a piano. Va afegir un moviment lent i un final a la Phantasie per a piano i orquestra de 1841, per crear el Concert per a piano, op. 54. L'any següent va treballar en el que s'havia de publicar com la seva Segona Simfonia, Oop. 61. El progrés de l'obra va ser lent, interromput per nous atacs de salut. Quan la simfonia va ser completada, va començar a treballar en l'òpera Genoveva, que no es va acabar fins a l'agost de 1848.
Entre el 24 de novembre de 1846 i el 4 de febrer de 1847 els Schumann van fer una gira a Viena, Berlín i altres ciutats. L'etapa vienesa de la gira no va ser un èxit. La interpretació de la Primera Simfonia i Concert per a piano de Schumann al Musikverein l'1 de gener de 1847 va atreure un públic escàs i poc entusiasta, però a Berlín la representació de Das Paradies und die Peri va ser ben rebuda, i la gira va donar a Schumann l'oportunitat de veure nombroses produccions operístiques. En paraules del Grove's Dictionary of Music and Musicians, "Un membre habitual, si no sempre aprovador, del públic a les representacions d'obres de Donizetti, Rossini, Meyerbeer, Halévy i Flotow, va registrar el seu "desig d'escriure òperes" al seu diari de viatge". Els Schumann van patir diversos cops durant l'any 1847, com la mort del seu primer fill, Emil, nascut l'any anterior, i la mort dels seus amics Felix i Fanny Mendelssohn. Un segon fill, Ludwig, i un tercer, Ferdinand, van néixer el 1848 i el 1849.

### Dècada de 1850

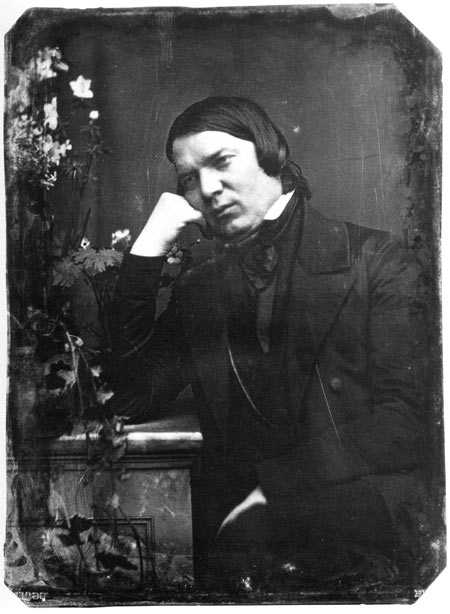
Schumann en un daguerrotip de 1850

Genoveva, una òpera en quatre actes basada en la llegenda medieval de Genoveva de Brabant, es va estrenar a Leipzig, dirigida pel compositor, el juny de 1850. Hi va haver dues actuacions més immediatament després, però la peça no va ser l'èxit que Schumann esperava. En un estudi del 2005 sobre el compositor, Eric Frederick Jensen ho atribueix a l'estil operístic de Schumann: "no prou afinat i simplista per a la majoria, no prou 'progressista' per als wagnerians". Franz Liszt, que era al públic de la primera nit, va reviure Genoveva a Weimar el 1855, l'única altra producció de l'òpera en vida de Schumann. Des d'aleshores, segons The Complete Opera Book de Kobbé, malgrat els renaixements puntuals, Genoveva s'ha mantingut "lluny d'estar al repertori".
Amb una família nombrosa per mantenir, Schumann va buscar seguretat financera i amb el suport de la seva dona va acceptar un càrrec de director de música a Düsseldorf l'abril de 1850. Hall comenta que, en retrospectiva, es pot veure que Schumann fonamentalment no era adequat per al càrrec. Segons Hall, la reserva de Schumann en situacions socials, unida a la seva inestabilitat mental, "va assegurar que les relacions inicialment càlides amb els músics locals es deterioressin gradualment fins al punt que la seva destitució es convertís en una necessitat el 1853". Durant el 1850 Schumann va compondre dues obres últimes importants: la Tercera Simfonia (Renana) i el Concert per a violoncel. Va continuar component prolíficament i va reelaborar algunes de les seves obres anteriors, inclosa la simfonia en re menor de 1841, publicada com a Quarta simfonia (1851) i els Estudis simfònics de 1835 (1852).
El 1853, Johannes Brahms, de vint anys, va trucar a Schumann amb una carta de presentació d'un amic comú, el violinista Joseph Joachim. Brahms havia escrit recentment la primera de les seves tres sonates per a piano i la va tocar a Schumann, que va sortir de l'habitació entusiasmat i va tornar agafant la seva dona de la mà, dient: "Ara, estimada Clara, sentiràs una música com mai has sentit; i tu, jove, toca l'obra des del principi”. Schumann va quedar tan impressionat que va escriure un article, el seu últim, per a la Neue Zeitschrift für Musik titulat "Neue Bahnen" (Nous Camins), exaltant Brahms com a músic que estava destinat "a donar expressió als seus temps de manera ideal".
Hall escriu que Brahms va demostrar "una torre personal de força per a Clara durant els dies difícils que s'acostaven": a principis de 1854, la salut de Schumann es va deteriorar dràsticament. El 27 de febrer va intentar suïcidar-se llançant-se al riu Rin. Va ser rescatat pels pescadors i, a petició seva, va ser ingressat en un sanatori privat a Endenich, prop de Bonn, el 4 de març. Hi va romandre més de dos anys, deteriorant-se a poc a poc, amb intervals intermitents de lucidesa durant els quals escrivia i rebia cartes i de vegades assajava alguna composició. El director del sanatori sostenia que el contacte directe entre pacients i familiars era probable que angoixés a tothom i reduís les possibilitats de recuperació. Els amics, inclosos Brahms i Joachim, tenien permès visitar Schumann, però Clara no va veure el seu marit fins gairebé dos anys i mig després del seu internament, i només dos dies abans de la seva mort. Schumann va morir al sanatori als 46 anys el 29 de juliol de 1856, la causa de la mort es va registrar com a pneumònia.

## Obres
Llista quasi exhaustiva:

### Piano
- Op. 1, Variacions sobre el nom "Abegg" (1830)
- Op. 2, Papillons (1829—1831)
- Op. 3, Estudis sobre els Capritxos de Paganini
- Op. 4, Intermezzi (1832)
- Op. 5, Impromptus [sobre un tema de Clara Wieck] (1833)
- Op. 6, Davidsbündlertänze (1837)
- Op. 7, Toccata (1832)
- Op. 8, Allegro en si menor (1831)
- Op. 9, Carnaval (1834—1835)
- Op. 10, 6 Estudis de Concert sobre Capritxos de Paganini (1833)
- Op. 11, Sonata No. 1 en fa sostingut menor (1835)
- Op. 12, Fantasiestücke (1837)
- Op. 13, Estudis Simfònics, o Études Symphoniques (1834)
- Op. 14, Sonata No. 3 [Concert sense orquestra] en fa menor (1835)
- Op. 15, Kinderszenen (1838)
- Op. 16, Kreisleriana (1838)
- Op. 17, Fantasia en Do Major (1836)
- Op. 18, Arabeske en Do Major (1839)
- Op. 19, Blumenstück en re bemoll (1839)
- Op. 20, Humoreske en si bemoll (1839)
- Op. 21, Vuit Novelletten (1838)
- Op. 22, Sonata No. 2 en sol menor (1833—1835)
- Op. 23, Nachtstücke (1839)
- Op. 26, Faschingsschwank aus Wien Carnaval de Viena (1839)
- Op. 28, Tres Romances (1839)
- Op. 32, Scherzo, Giga, Romança i Fughetta (1838-9)
- Op. 56, Sechs Stücke in kanonischer Form für Orgel oder Pedalklavier, dedicat al seu mestre de piano Johann Gottfried Kuntzsch.[86]
- Op. 58, Skittzen für Orgel oder Pedalklavier
- Op. 68, Album für die Jugend
- Op. 72, Vier Fugen
- Op. 76, Vier Märsche
- Op. 76, Vier Märsche
- Op. 82, Waldszenen
- Op. 99, Bunte Blätter
- Op. 111, 3 Fantasiestücke (1851)
- Op. 118, 3 sonates per a joves (1853)
- Op. 124, Albumblätter
- Op. 126, Sieben Stücke in Fughettenform
- Op. 130, Kinderball (1853)
- Op. 133, Gesänge der Frühe, cinc peces
- Nordic Song
- WoO 134, Variationen in Es-dur über ein eigenes Thema o.op. "Geister-Variationen" (1854)
- WoO 31, Etüden in Form freier Variationen über ein Beethoven'sches Thema (1831-32)

### Lieder, teatre i obres corals
- Op. 24, Liederkreis (Heine), nou cançons
- Op. 25, Myrthen, vint-i-sis cançons (4 llibres) (1840)
- Op. 29, 3 Gedichte (1840)
- Op. 39, Liederkreis (Eichendorff), dotze cançons (1840)
- Op. 42, Frauenliebe und -leben (Chamisso), vuit cançons (1840)
- Op. 48, Dichterliebe, setze cançons sobre Buch der Lieder de Heine
- Op. 50, Das Paradies und die Peri, per a solistes, cor i orquestra (1843)
- Op. 57, Belsatzar, balada (Heine)
- Op. 64, Cançó, Tragödie (Heine) (1841)
- Op. 87, Balada, Der Handschuh (Schiller), probablement 1851
- Op. 91, Cançons sobre Wilhelm Meister i Requiem per a Mignon per a cor (1849)
- Op. 103, Der Königssohn (Uhland), per a solistes, cor i orquestra
- Op. 112, Der Rose Pilgerfahrt (Moritz Horn), per a solistes, cor i orquestra
- Op. 123, Obertura Festival sobre el Rheinweinlied, per a orquestra i cor
- Op. 135, Vom Pagen und der Königstochter, quatre balades (Geibel) per a solistes, cor i orquestra
- Op. 138, Spanische Liebeslieder (1849)
- Op. 139, Des Sängers Fluch (Uhland) per a solistes, cor i orquestra
- Op. 143, Das Glück von Edenhall, balada (Uhland), per a solistes, cor i orquestra
- Op. 148, Rèquiem en re menor (1852)
- WoO 3, Música per a Faust (1844— 1853)
- Op. 81, Genoveva, òpera (1848)
- Op. 115, Música per a Manfred (1849)

### Música de cambra
- Op. 41, Tres quartets de corda en la menor, fa i la
- Op. 44, Quintet amb piano en mi bemoll (1842)
- Op. 46, Andante i variacions per a dos pianos (1843)
- Op. 47, Quartet per a piano i corda en mi bemoll major (1842)
- Op. 63, Trio per a piano i corda en re menor (1847)
- Op. 70, Adagio i Allegro per a violoncel i piano (1849)
- Op. 73, Fantasiestücke per a clarinet i piano
- Op. 80, Trio per a piano i cordes en fa (1847)
- Op. 88, Fantasiestücke per a trio amb piano
- Op. 94, Tres Romances per a oboè i piano (1849)
- Op. 102, Cinc "Stücke im Volkston" per a piano i violoncel (1849)
- Op. 105, Sonata per a violí i piano en la menor (1851)
- Op. 110, Trio per a piano i cordes en sol menor
- Op. 113, "Märchenbilder" per a piano i viola
- Op. 121, Sonata per a violí i piano en re menor (1851)
- Op. 132, "Märchenerzählungen", quatre peces per a clarinet, viola i piano, probablement compostes el 1853

### Orquestra
- Op. 38, Simfonia núm. 1 en si bemoll, "Primavera", (1841)
- Op. 52, Obertura, Scherzo i Finale en mi (1841; revisat el 1853)
- Op. 61, Simfonia núm. 2 en do (1845-46)
- Op. 97, Simfonia núm. 3 en mi bemoll, "Renana" (1850)
- Op. 100, Obertura La núvia de Messina (1850-1)
- Op. 120, Simfonia núm. 4 en re menor (1841; revisada el 1851)
- Op. 128, Obertura Juli Cèsar (1851)
- Op. 136, Obertura Hermann i Dorothea (1851)

### Concerts ikonzertstücke
- Op. 54, Concert per a piano en la menor (1841-45)
- Op. 86, Konzertstück per a quatre trompes i orquestra (1849)
- Op. 92, Introducció i Allegro appassionato per a piano i orquestra (1849)
- Op. 129, Concert per a violoncel en la menor (1850)
- Op. 131, Fantasia en do per a violí i orquestra (1853)
- Op. 134, Introducció i Allegro per a piano i orquestra (1853)
- WoO 23, Concert per a violí en re menor (1853)